# Liolaemus wiegmannii
Liolaemus wiegmannii este o specie de șopârle din genul Liolaemus, familia Tropiduridae, descrisă de Auguste Henri André Duméril și Bibron 1837. Conform Catalogue of Life specia Liolaemus wiegmannii nu are subspecii cunoscute.